# 天皇大權
天皇大權，是指在大日本帝國憲法下，在國法上屬於天皇的權能。原則上，憲法具有根據；但除了憲法上的大權（國務上的大權）外，還有皇室法上的大權和習慣法上的大權。

## 内容

### 國家事務上的大權
所謂國務上的大權，廣義上是指一切統治權。大日本帝國憲法規定，立法權由議會襄贊，行政權需要國務大臣輔弼，司法權以天皇名義行使。
另外，在狹義上，國務上的大權是指無需議會表決或委任其他機構就可以行使的與國務相關的權能（憲法第6條至第16條規定的權能）。國務上的大權原則上由國務大臣輔弼擔任，但圍繞其性質，憲法學說存在矛盾（參照天皇機關說項目）。

#### 大權事項
憲法第6條至第16條規定的大權相關事項，稱爲大權事項。
- 立法大權
  - 立法大權（法律的裁決、公佈、法案否決權-第6條）
  - 緊急敕令、獨立命令、執行命令（第8條、第9條）

- 議會組織及開閉相關大權（第7條）- 召集權、開會、閉會、停會命令權、解散權
- 官制及任官大權（第10條）
- 編成軍隊的大權（第12條）
- 外交大權（第13條）
- 宣佈戒嚴的大權（第14條）
- 陸海軍統帥的大權（統帥權-第11條）
- 榮典授予大權（榮典大權-第15條）
- 非常大權（第31條）

據悉，統帥權輔弼不屬於國務大臣輔弼管轄範圍（但軍隊編制的大權另當別論）。另外，榮典大權也是根據法令及現有慣例制定的，與一般的國務上的大權不同。對於非常大權，有「包含在緊急敕令或戒嚴大權」的說法，也有「獨立的大權」的說法，因此沒有實際行使過。

#### 統帥權
據悉，統帥權輔弼不屬於國務大臣輔弼管轄範圍，陸軍將擔任參謀總長，海軍將擔任軍令部總長。根據內閣官制第7條，有關統帥的事項不經過內閣總理大臣，直接由這些軍令機關上奏；有關國務的事項除向內閣下達的以外，由陸海軍大臣向內閣總理大臣報告（帷幄上奏）。

### 皇室法律定義的大權
皇室法上的大權（皇室大權）是基於天皇作爲皇室家長的地位，不是憲法，而是由皇室典範及皇室令規定。皇室大權屬於宮內大臣的輔弼（內閣管轄外），議會不能干涉。另外，作爲現有制度，內大臣府的內大臣將擔任常侍輔弼的職務。

### 普通法大權
有關國家神道的大權稱爲祭祀大權，美濃部達吉在習慣法中有根據，因此被分類爲習慣法上的大權。祭祀大權還被分類爲皇室大權。

## 腳注
1. ↑  美濃部 1946，第187頁.
2. 1 2  美濃部 1946，第188頁.
3. ↑  美濃部 1946，第188-189頁.
4. ↑  美濃部 1946，第190頁.
5. ↑  美濃部 1946，第191頁.
6. 1 2  美濃部 1946，第198頁.
7. ↑  美濃部 1946，第199頁.
8. ↑  美濃部 1946，第259頁.
9. 1 2  美濃部 1946，第187-188頁.
10. ↑  美濃部 1946，第273頁.